# مصب (العملية الحيوية)
مصب
مصب (العملية الحيوية) (بالإنجليزية: Downstream (bioprocess))‏ هو مصطلح يشير إلى الجزء السفلي أو النهائي من العمليات الحيوية يشير إلى الجزء الذي يتم عنده تجهيزه الناتج أو الكتلة الحيوية لتلبية متطلبات الجودة والنقاء. التجهيز النهائي وعادة ما ينقسم إلى ثلاثة أقسام رئيسية، قسم الاستلام، وقسم التنقية وأخيرا قسم التلميع.